# 文广庙
文广庙，位于中国广东省云浮市郁南县连滩镇思和村，为郁南县的一个县级文物保护单位，类型为古建筑，公布时间为2003年4月8日。
文广庙的历史年代为明代。